# Вільшанська світлиця
«Вільшанська світлиця» — краєзнавчий музей смт. Вільшана Городищенського району Черкаської області. Розташований у за адресою: вул. Шевченка, 53. Заснований 21 вересня 2006 р. шляхом виокремлення з музею історії смт Вільшана.

## Опис

План музею з розташуванням кімнат

Музей знаходиться в окремому будинку, який складається з 4 кімнат та своєрідного коридору. Одна з кімнат присвячена родині братів Кличків та, частково, Сергію Головатому, який дитячі та шкільні роки провів у Вільшані.
Музей частково відтворює інтер'єр селянської хати цієї місцевості. Значну кількість предметів для музею надали місцеві мешканці. 

## Галерея

Кухонне приладдя
Піч
Ліжко
Рукавички і труси подаровані Віталієм Кличком
Стенди
Генеалогічне дерево братів Кличків
Вересаївська кобза. Виготовлена для музею «Вільшанська світлиця» корсунським майстром Павличенком С. Л. на замовлення Головатого Сергія Петровича